# Jean de Chelles
Jean de Chelles (Chelles, 1200 circa – 1265 circa) è stato un architetto francese del XIII secolo che diresse i lavori della cattedrale di Notre-Dame di Parigi tra il 1258 e il 1265.

## Biografia
Nato nel comune di Chelles (dipartimento di Senna e Marna), probabilmente intorno al 1200, diresse i lavori della cattedrale di Notre-Dame di Parigi tra il 1258 e il 1265, data presunta della sua morte, e fu in seguito sostituito da Pierre de Montreuil.
Della cattedrale parigina gli sono attribuiti la facciata del transetto settentrionale, il "portale del chiostro" con il suo rosone, il "portale di Santo Stefano" (Saint-Étienne) e l'inizio della parte sud della chiesa, che fu in seguito proseguita da Pierre de Montreuil.
Insieme a Pierre de Montreuil gli è attribuita anche la costruzione della Sainte-Chapelle. Sarebbe inoltre stato attivo anche presso il cantiere della cattedrale di Saint-Julien a Le Mans.
Pierre de Chelles, forse suo nipote, fu anch'egli architetto presso il cantiere della cattedrale di Parigi nel 1300-1318.